# Ruth Behar
Ruth Behar (1956) é uma escritora americana de origem cubana. Seu trabalho inclui estudos académicos, bem como poesia e ficção literária. Como antropóloga, tem advogado pela natureza subjetiva da investigação e os participantes-observadores.

## Vida e obra
Behar nasceu em Havana, Cuba. Após receber seu B.A. pela Universidade Wesleyan em 1977, estudou antropologia cultural na Universidade de Princeton. Tem viajado regularmente a Cuba e a México, em procura de suas próprias raízes familiares, desde dantes de sua emigração aos Estados Unidos, após que Fidel Castro chegou ao poder, e para estudar a vida das mulheres em diferentes sociedades reprimidas. Desde 1991 suas investigações e escritos centraram-se em grande parte em seu país natal, Cuba, de onde emigrou à idade de quatro anos. Sua investigação sobre a diminuição da comunidade judia em Cuba é o centro de seu filme Adio Kerida, ("Adeus, querida" em judeu-espanhol) de 2002, que contou com o trabalho de câmara e edição de seu filho Gabriel Frye-Behar.
Behar é professora na Universidade de Michigan em Ann Arbor. Sua obra literária e oferecida nas Séries Michigan de Escritores da Universidade Estadual de Michigan. Escritora de tópicos de antropologia, ensaios, poesia, e ficção, seu trabalho centra-se em torno das mulheres, eo feminismo.
É uma activista feminista, e suas experiências pessoais de mulher cubana-estadounidense de origem judia, com frequência formam uma parte importante de sua escritura. Sua dissertação de 1983, sobre seu primeiro trabalho de campo no norte de Espanha, se converteu na base de seu primeiro livro.
Seu segundo livro, Translated Woman (1993), está baseado em dez anos de trabalho de campo numa localidade rural de México. E seu controvertido livro The Vulnerable Observer: Anthropology That Breaks Your Heart examina o papel que o profissional pode jogar nos escritos etnográficos. Os judeus cubanos também têm sido um tópico em seu último livro An Island Called Home: Returning to Jewish Cuba (2007).

### An Island Called Home (Uma Ilha chamada Lar)
An Island Called Home é um olhar para dentro muito pessoal e Behar procura alcançar uma melhor compreensão das suas raízes como judia cubana. Ela observou:

“Eu sabia histórias de judeus em Cuba, mas eu tento trazer um olhar como uma comunidade”.
Viajando pela ilha, Behar converteu-se em confidente de uma série de judeus estrangeiros, realizando a construção de conexões antropológicas, úteis para posteriores estudos. Conduziu entrevistas unitárias cara-a-cara, combinadas com fotografias branco e negro, construindo para os leitores uma imagem das conexões da diáspora cubana judia. São histórias, a partir da década de 1920, que nos falam de deslocados judeus polacos e alemães fugindo a Cuba para escapar de Auschwitz, abrindo lojas de comércio, venda ambulante, misturando castelhano e iídiche, e instalando na vida latina de Havana Velha - só para logo ser desarraigados dentro de décadas. No final da década de 1950, 16.500 judeus de Cuba foram deportados em massa a Miami e a Nova York como reacção à crescente revolução comunista de Castro. Ela e sua família foram dos pertencentes a esses deportados, é firme crente em implicar-se pessoalmente com seu trabalho na etnografía; portanto, Behar liga seus próprios pensamentos e sentimentos com suas observações analíticas profissionais.

### The Vulnerável Observer
The Vulnerável Observer:: anthropology that breaks your heart conta a história de como, em 1989, o avô de Behar falece em Miami Beach. Ela se encheu de culpa e ódio a si mesma por não ter estado ali; estava num povo espanhol fazendo investigação antropológica sobre costumes funerárias. A perda pessoal leva a Behar a atirar a ideia do etnógrafo como um "participante-observador semiadosado", e em caminho a converter num "observador vulnerável". Ela sustenta que o trabalhador do campo etnográfico deve explicar e trabalhar, no entanto, seus próprios envolvimentos emocionais com o tema objeto de estudo. Assim, critica fortemente a objetividade convencional. Essa crítica sugere que as distâncias, e os modos impersonales de apresentar objetivamente são incompletos. Os seis ensaios pessoais em The Vulnerável Observer são exemplos de um tipo de enfoque subjetivo.
Os avôs de Behar emigraram de Rússia, Polónia e Turquia durante a década de 1920, e depois viajaram de novo em 1962 para escapar do comunismo de Castro. Behar conta a história de como, à idade de nove anos, sua família sofreu um siniestro automobilístico, que deixou a Behar com uma perna rompida e imóvel durante um ano. Essa experiência e o subsiguiente período de recuperação levou-a ao reconhecimento de que "o corpo é um país de origem" da memória alojada e da dor

### Translated Woman
Em 1995, Behar estava a trabalhar em México, quando se fez amiga de um bruxo índio que trabalhava como vendedor ambulante. A gente do povo, disse a bruxa Esperanza Hernández, tinha utilizado magia negra para cegar a seu ex marido após que ele regularmente a maltratasse e depois a deixou por seu amante. Behar utilizou a narração da história de Esperanza em Translated Woman, pintando a imagem de uma mulher macha cujo egoísmo vinha alienado de sua própria mãe, inspirando a Behar para retratar a Esperanza como uma heroína feminista. Esperanza afirmava que encontrou a redenção num culto espiritista construído em torno de Pancho Villa, culpando a sua raiva contida das mortes, na infância, dos primeiros seis de seus doze filhos. A ira de Esperanza levou-a a dar-lhe uma surra à amante de seu marido, e sacando a seu filho fora da casa, golpeando ademais a uma filha por negar-se a apoiá-la, e repudiando a outra filha por ter um romance com o ex amante de uma tia, porque ela considerava que era incestuosa. Do exame de sua própria fronteira, ela descobre seus conflitos de latina-gringa, e baseados em entender que poderia ter perdido uma parte de si mesma no cultural, ao redor do sonho americano. A odisea de Esperanza examina as fronteiras físicas, as margens e as separações. Translated Woman contribui ao argumento criterioso feminista, de que o estudo das mulheres na antropologia se tem infravalorado devido aos preconceitos académicos tradicionais, que consideram que a análise centrada na mulher é demasiado sesgado pessoalmente.

### Honras
- 1995: Bolsa John Simon Guggenheim[10]
- 1988, A primeira latino-americana a ser premiada com a Bolsa MacArthur
- 2008: Center for Latin American and Caribbean Studies
- 2011, Turku Agora Lecture.[6]

### Livros
- The Presence of the Past in a Spanish Village: Santa María del Monte (1986)
- Translated Woman: Crossing the Border with Esperanza's Story (1993; segunda edición ilustrada, Beacon Press, 372 pp. 2003 ISBN 0807046477 ISBN 978-0-8070-4647-0)
- Bridges to Cuba / Puentes a Cuba, editor, University of Michigan Press, 421 pp. 1995, ISBN 0472066110 ISBN 978-0-472-06611-7
- Women Writing Culture Eds. Ruth Behar, Deborah A. Gordon, University of California Press, 457 pp. 1995, ISBN 978-0-520-20208-5
- The Vulnerable Observer: Anthropology That Breaks Your Heart, Beacon Press, 195 pp. 1996, ISBN 978-0-8070-4631-9
- La cortada. Colección Trébol. Com Rolando Estévez Jordán, Ed. Vigía, 25 pp. 2004, ISBN 9592401187, ISBN 9789592401181
- An Island Called Home: Returning to Jewish Cuba, Rutgers University Press, 320 pp. 2007, ISBN 081354386X ISBN 978-0-8135-4189-1
- The Portable Island: Cubans at Home in the World, Eds. Ruth Behar, Lucía M. Suárez, Macmillan, 258 pp. 2008, ISBN 0230604773 ISBN 978-0-230-60477-3
- Cuéntame algo, aunque sea una mentira: las historias de la comadre Esperanza. Antropología (Fondo de Cultura Económica (México))). Tradujeron Mariano Sánchez-Ventura, David Frye. Edición anotada de Fondo de Cultura Económica, 441 pp. 2009, ISBN 6071600103, ISBN 9786071600103

### Filmografia
- Adio Kerida (Goodbye Dear Love): A Cuban-American Woman's Search for Sephardic Memories (2002)